# Костенево (Череповецкий район)
Костенево — деревня в Череповецком районе Вологодской области.
Входит в состав Ягановского сельского поселения, с точки зрения административно-территориального деления — в Ягановский сельсовет.
Расстояние по автодороге до районного центра Череповца — 36 км, до центра муниципального образования Яганово — 6 км. Ближайшие населённые пункты — Тютнево, Ленино, Соколово, Угрюмово.
По переписи 2002 года население — 37 человек (15 мужчин, 22 женщины). Преобладающая национальность — русские (97 %).